# Seznam členů Slovenské národní rady po volbách v roce 1946
Toto je seznam členů Slovenské národní rady po volbách v roce 1946, kteří zasedali v tomto nejvyšším zákonodárném sboru Slovenska. 
Šlo o první Slovenskou národní radu zvolenou v řádných volbách. Nešlo ovšem o volby přímé, ale o úpravu složení SNR na základě výsledků celostátních voleb do Ústavodárného Národního shromáždění v roce 1946 (podobně jako byly výsledky celostátních voleb aplikovány na rozdělení mandátů v místních národních výborech). Podle Nařízení Slovenské národní rady 91/1946 O obnovení Slovenskej národnej rady na podklade výsledku volieb do Ústavodarného národného shromaždenia měly politické strany předložit seznam kandidátů do SNR a těm se měl přidělit mandát v SNR poměrně podle výsledků celostátních voleb. V celostátních volbách zvítězila na Slovensku Demokratická strana a druhou nejsilnější formací se stala Komunistická strana Slovenska. Tomu odpovídal i výsledný poměr počtu mandátů v SNR. Menší zastoupení získaly i další dvě politické strany (Strana slobody a Strana práce) 
V průběhu volebního období SNR došlo koncem roku 1947 k politickým změnám, které znamenaly oslabení pozic Demokratické strany a po únorovém převratu v roce 1948 došlo k masivní ztrátě mandátů v SNR mezi členy Demokratické strany, jejíž k novému režimu loajální zbytek se transformoval na Stranu slovenské obrody.

## Seznam poslanců
Řazeno abecedně, v závorce stranická příslušnost (tam, kde je známa).
členové Sboru pověřenců
- Dr. Samuel Belluš (DS)
- Kazimír Bezek  (KSS)
- Dr. Emanuel Böhm (DS)
- gen. Dr. Mikuláš Ferjenčík (bezpartijní)
- Ing. Kornel Filo (DS)
- Rudolf Fraštacký (DS)
- Dr. Gustáv Husák (KSS)
- Dr. Matej Josko (DS)
- Jozef Lukačovič (DS, pak SSO)
- Dr. Ján Púll (KSS)
- Ing. Jozef Styk (DS)
- Dr. Jozef Šoltész (KSS)
- Dr. Ivan Štefánik (DS, pak SSO)

členové SNR, zvolení ve volbách 1946, kteří složili slib na první schůzi
- gen. Ján Ambruš[5] (DS)
- Dr. Ľubomír Baar[5] (DS)
- Ján Bečko (Strana práce)
- Dr. Ján Beharka (Strana slobody)
- Ľudovít Benada (KSS)
- Ján Bendík (DS)
- Matej Bobrík (DS)
- Alexej Bogdanov (DS)
- Ľudovít Bortel (KSS)
- Dr. Vladimír Brežný (DS, pak SSO)
- Dr. Rudolf Brtáň (DS)
- Andrej Cvinček[6] (DS)
- František Čáp (KSS)
- Pavol Čollák (KSS)
- Juraj Čunderlík (DS)
- Jozef Dančák (DS)
- Vojtech Daubner (KSS)
- Jozef Dočkal (DS)
- Karol Dolinský (KSS)
- Žofia Dubovcová (KSS)
- Pavol Fedorišín
- Václav Gádoši (DS)
- Michal Gáj (DS)
- Július Gašperík (Strana slobody)
- Michal Geci[5] (DS)
- Anton Granatier (DS)
- Dr. Pavol Haljan[5] (DS)
- Jozef Haša (DS)
- Bohumil Herman (DS)
- Martin Hlásnik (DS)
- Ján Hlavatý[5] (DS)
- Ladislav Holdoš (KSS)
- Jozef Holička (KSS)
- Teofil Homér, uváděn též jako Milan Homér nebo Milan Hommer, (Strana práce)
- Dr. Ivan Horváth (KSS)
- Eugen Hromada (KSS)
- Vojtech Hruška (KSS)
- Michal Chrenko[5] (DS)
- Michal Chudík (KSS)
- Martin Chudý (DS, pak SSO)
- Štefan Janček (DS)
- Juraj Kačúr (DS)
- Vasil Kapišovský (KSS)
- Andrej Kapušanský[5] (DS)
- Štefan Koči (DS)
- Vincent Kováč[5] (DS)
- Július Kukliš[5] (DS)
- Martin Kulich (DS, pak SSO)
- Gašpar Kvašovský[5] (DS)
- Ján Laudár (DS)
- Imrich Laurinec[5] (DS)
- Jozef Lettrich[6] (DS)
- Ing. Teodor Lipčík[5] (DS)
- Ladislav Lipták[7] (DS)
- Jozef Lukačovič (DS, pak SSO)
- Štefan Mládek
- Mikuláš Mlynarčík[8] (DS)
- Ján Mokrý (DS)
- Ján Myjavec[5] (DS)
- Dr. Ladislav Nádaši (DS)
- Timot Ollé (DS)
- Jozef Pakan (DS)
- Juraj Pavlík (DS)
- Dr. Milan Pišút[5] (DS)
- Pavol Pláňovský[5] (DS)
- pplk. Milan Polák (DS, pak SSO)
- Mária Poloncová (DS, pak SSO)
- Arnošt Pšenička (KSS)
- Július Rácz
- Dr. Ivan Roháľ-Iľkiv (KSS)
- Michal Rovňák[5] (DS)
- Emil Rusko (Strana práce[9])
- Ján Sinaj (DS, pak SSO[10])
- Pavol Slosiarik (DS)
- Michal Stanko (DS)
- Ing. Jozef Styk (DS)
- Pavol Styk (KSS)
- Jozef Suchý (DS)
- Belomír Sutoris[5] (DS)
- Ernest Sýkora (KSS)
- kpt. Viliam Šalgovič (KSS)
- Ľudovít Šenšel[5] (DS)
- Peter Škodáček (DS)
- Karol Šmidke (KSS)
- Andrej Šoltýs[5] (DS)
- Jakub Šoltýs
- Pavol Švihra[5] (DS)
- Jozef Topoli[11] (DS)
- Vojtech Tvrdoň[5] (DS)
- Ján Ušiak (KSS)
- Štefan Velgos[12] (Strana slobody)
- Dr. Július Viktory (KSS)
- Gustáv Zeman (DS)
- Fedor Zorkócy (DS, pak SSO)
- mjr. Viliam Žingor[13] (KSS)
- Andrej Žoldoš[14] (DS)

členové SNR, kteří nastoupili do SNR dodatečně
- Jozef Dieška[15] (Strana slobody[16])
- Ján Kovaľ[17][5] (DS)
- František Kubač[18] (KSS)
- Ondrej Labanský[18] (DS[19], pak SSO[20])
- Šebestián Paciga[21]
- pplk. Dr. Anton Rašla[18] (KSS[22])
- Miloš Ruman[17][5] (DS)